# Angelo Costa
Angelo Costa (Genova, 18 aprile 1901 – Genova, 2 luglio 1976) è stato un imprenditore italiano.
Nato in una famiglia che già da due generazioni commercializzava olio di oliva e poi negli anni venti, si indirizzava al settore armatoriale. Nel 1945 diviene presidente di Confindustria, gestendo il difficile momento con una strategia su due fronti, sindacale e politico. Rimane saldamente al comando di tutte le numerose imprese di famiglia, in cui prevale quella del trasporto navale.

## Biografia

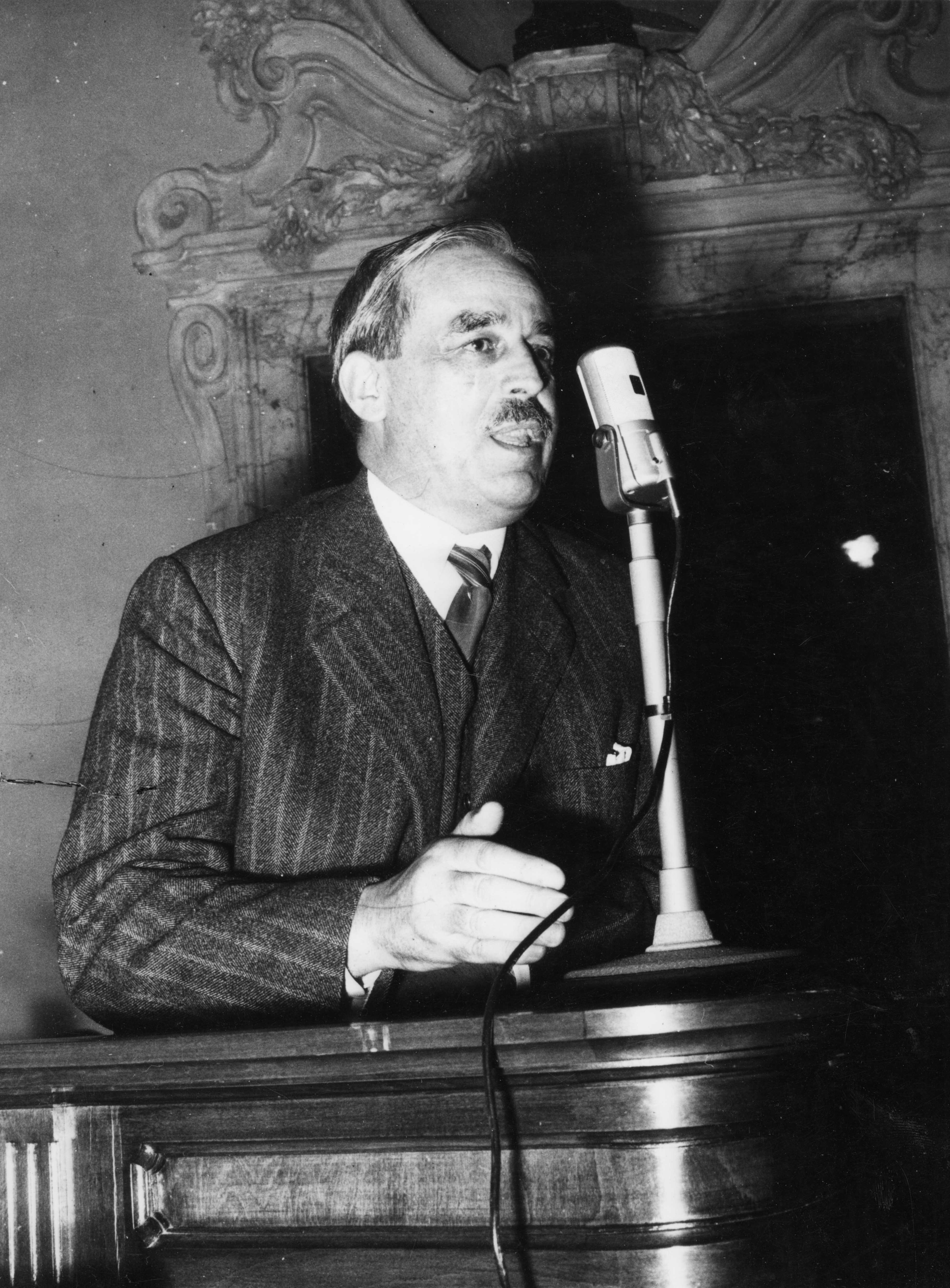
Angelo Costa

Terzo di sette figli, famiglia di tradizioni mercantili, studia all'Istituto Arecco dei gesuiti frequentato dalla borghesia genovese e poi  alla "Scuola superiore del Commercio" dell'Università degli Studi di Genova, laureandosi nel 1924. L'anno dopo inizia a lavorare nell'azienda di famiglia che da due generazioni si occupa della produzione e della commercializzazione all'estero dell'olio di oliva con imbarcazioni per il trasporto merci. All'inizio della seconda guerra mondiale i Costa hanno uno stabilimento per l'olio a Sampierdarena, altri due impianti per la raffinazione dell'olio a Taranto e Bitonto, una flotta di otto navi che saranno affondate nel conflitto. Nel 1943 acquisiscono in Piemonte un'aziendina tessile per la produzione della seta che sarà presieduta da Angelo Costa.
Nel dopoguerra la famiglia Costa diversifica l'attività in varie iniziative, dall'immobiliare all'olio, dal tessile alla lavorazione della latta. Ma il maggiore impulso è dato al ramo armatoriale. Acquista imbarcazioni di seconda mano e comincia a collegare l'Italia con i porti sudamericani con navi miste per passeggeri e merci. Prima l'Anna C, poi l'Andrea C, quindi l'Eugenio C, l'Enrico C, la Giacomo C. Nell'ottobre 1948 è inaugurata la line commerciale con il Nord America. Viene costituita la compagnia di navigazione "Costa Armatori S.p.A.", poi divenuta Costa Crociere. Le varie attività sono a conduzione familiare e il responsabile di ognuna è designato dai più anziani della famiglia. Ad Angelo i fratelli riconoscono una posizione preminente, tanto che assume, ancora quarantenne, la figura del patriarca.
È eletto presidente di Confindustria, dal 1943 gestita da un commissario, per due mandati: dal 1945 al 1955, durante il periodo della ricostruzione post-bellica, e successivamente dal 1966 al 1970 svolgendo un ruolo di primo piano nella vita economica italiana del dopoguerra.
Profondamente cattolico, politicamente vicino a De Gasperi, ha un alto senso dello Stato, è integerrimo e liberista, quindi con una visione del capitalismo italiano opposta a quella che ha visto i maggiori industriali italiani ricorrere alle casse dello Stato. Muovendosi in piena sintonia con gli uomini nuovi della politica che della liberalizzazione stanno facendo il cardine di una politica di lungo respiro come: Ezio Vanoni, ministro del Commercio estero nel 1947 e poi presidente dell'ICE, Ugo La Malfa, Cesare Merzagora, Luigi Einaudi. Nella sua visione dell'economia nazionale le piccole e medie imprese hanno un ruolo di primo piano: "Noi non potremo mai pretendere di fare, salvo alcuni casi, della grande industria, (...) viceversa abbiamo tutti gli elementi favorevoli per uno sviluppo assai maggiore della piccola e media industria".". Costa è quindi critico nei confronti del progetto di sviluppo delle partecipazioni statali e dei vincoli eccessivi imposti dal grande statalismo dell'Italia di quegli anni.
È scomparso improvvisamente nel luglio 1976 all'età di 75 anni.

## Opere
- Scritti e discorsi (a cura di Franco Mattei), 8 volumi dal 1942 al 1976, Milano, Franco Angeli Editore.
- L'imprenditore, il mercato e la religione. Pensieri liberali, Roma, Armando Editore, 2003. ISBN 88-8358-633-6

## Archivio
La cospicua documentazione prodotta da Angelo Costa nel corso della sua carriera imprenditoriale, dapprima alla presidenza della Filanda e tessiture Costa, poi alla guida della Confindustria e del gruppo imprenditoriale Costa, sono conservati presso l'Archivio di Stato di Como, nel fondo Società filande e Tessitura Costa spa (estremi cronologici: 1925 - 1980) e presso l'archivio della Fondazione Ansaldo (Gruppo Finmeccanica) di Genova, nei fondi Famiglia Costa (estremi cronologici: 1900-1999), Cineteca (estremi cronologici:1908-2001) e Fototeca (estremi cronologici:1890-1999).